# واكاباياشي-كو
واكاباياشي-كو (باليابانية: 若林区) هو حي في اليابان، يقع في سنداي، بلغ عدد سكانه 136,420 نسمة وذلك حسب إحصائيات سنة 2018، تبلغ مساحته 48.38 كيلومتر مربع.